# Holýšov
Holýšov é uma cidade checa localizada na região de Plzeň, distrito de Domažlice.